# Copa Mundial de Fútbol Sub-20 de 2003
La Copa Mundial de Fútbol Sub-20 de 2003 fue la decimocuarta edición del campeonato mundial juvenil organizado por la FIFA y se jugó entre el 27 de noviembre y el 19 de diciembre en los Emiratos Árabes Unidos.
Brasil se coronó campeón luego de vencer en la final a España por 1:0, consiguiendo así su cuarto título en Copas Mundiales de fútbol Sub-20. El campeonato fue planeado originalmente para ser jugado a mediados de ese año, pero se reagendó a causa de la Guerra de Irak.

## Sedes
| Emiratos Árabes Unidos | Emiratos Árabes Unidos | Emiratos Árabes Unidos | Emiratos Árabes Unidos     | Emiratos Árabes Unidos        | Emiratos Árabes Unidos        |
| Abu Dabi               | Abu Dabi               | Abu Dabi               | Abu Dabi                   | Abu Dabi Dubái Al Ain Sharjah | Abu Dabi Dubái Al Ain Sharjah |
| ---------------------- | ---------------------- | ---------------------- | -------------------------- | ----------------------------- | ----------------------------- |
| Estadio Jeque Zayed    | Estadio Al-Nahyan      | Estadio Al-Nahyan      | Estadio Mohammed bin Zayed | Abu Dabi Dubái Al Ain Sharjah | Abu Dabi Dubái Al Ain Sharjah |
| Capacidad: 66 000      | Capacidad: 12 000      | Capacidad: 12 000      | Capacidad: 15 000          | Abu Dabi Dubái Al Ain Sharjah | Abu Dabi Dubái Al Ain Sharjah |
|                        |                        |                        |                            | Abu Dabi Dubái Al Ain Sharjah | Abu Dabi Dubái Al Ain Sharjah |
| Dubái                  | Dubái                  | Dubái                  | Dubái                      | Al Ain                        | Sharjah                       |
| Estadio Al-Maktoum     | Estadio Al-Maktoum     | Estadio Al-Rashid      | Estadio Al-Rashid          | Estadio Khalifa bin Zayed     | Estadio Sharjah               |
| Capacidad: 12 000      | Capacidad: 12 000      | Capacidad: 18 000      | Capacidad: 18 000          | Capacidad: 12 000             | Capacidad: 12 000             |
|                        |                        |                        |                            |                               |                               |

## Clasificados
En este campeonato participaron un total de 24 equipos, de los cuales 23 tuvieron que pasar una fase eliminatoria con equipos de sus respectivas confederaciones. Los Emiratos Árabes Unidos tenían el derecho a jugarlo por ser el organizador.
En cursiva los países debutantes en la Copa Mundial Sub-20
| Clasificatorias | Clasificatorias | Clasificatorias | Clasificatorias | Clasificatorias | Clasificatorias |
| --------------- | --------------- | --------------- | --------------- | --------------- | --------------- |
| CAF             | AFC             | UEFA            | Concacaf        | OFC             | Conmebol        |

| Equipos participantes | Equipos participantes | Equipos participantes | Equipos participantes |
| --------------------- | --------------------- | --------------------- | --------------------- |
| Alemania              | Canadá                | Eslovaquia            | Malí                  |
| Arabia Saudita        | Colombia              | España                | México                |
| Argentina             | Corea del Sur         | Estados Unidos        | Panamá                |
| Australia             | Costa de Marfil       | Inglaterra            | Paraguay              |
| Brasil                | Egipto                | Irlanda               | República Checa       |
| Burkina Faso          | UAE                   | Japón                 | Uzbekistán            |

## Resultados
- Los horarios corresponden a la hora de Emiratos Árabes Unidos (UTC+4).

### Primera fase
Los 24 equipos clasificados a primera ronda se dividen en 6 grupos de 4 equipos cada uno. Luego de una liguilla simple, pasan a segunda ronda directamente el primer y el segundo puesto de cada grupo, más los cuatro mejores terceros entre los seis grupos.

#### Grupo A
| Equipo       | Pts | PJ | PG | PE | PP | GF | GC | Dif |
| ------------ | --- | -- | -- | -- | -- | -- | -- | --- |
| Burkina Faso | 7   | 3  | 2  | 1  | 0  | 2  | 0  | +2  |
| Eslovaquia   | 6   | 3  | 2  | 0  | 1  | 5  | 2  | +3  |
| UAE          | 4   | 3  | 1  | 1  | 1  | 3  | 5  | -2  |
| Panamá       | 0   | 3  | 0  | 0  | 3  | 1  | 4  | -3  |

| 27 de noviembre de 2003, 20:30 | UAE            | 1:4 (0:2) | Eslovaquia                                          | Estadio Jeque Zayed, Abu Dabi                                            |                                                                          |
|                                | Al Wehaibi 72' | Reporte   | Brezinsky 5' · Halenar 23' · Cech 48' · Holosko 81' | Asistencia: 46.000 espectadores Árbitro(s): Horacio Elizondo (Argentina) | Asistencia: 46.000 espectadores Árbitro(s): Horacio Elizondo (Argentina) |

| 28 de noviembre de 2003, 20:30 | Panamá | 0:1 (0:0) | Burkina Faso | Estadio Mohammed Bin Zayed, Abu Dabi                                |                                                                     |
|                                |        | Reporte   | Bance 81'    | Asistencia: 4.500 espectadores Árbitro(s): Roberto Rosseti (Italia) | Asistencia: 4.500 espectadores Árbitro(s): Roberto Rosseti (Italia) |

| 1 de diciembre de 2003, 17:45 | Burkina Faso | 1:0 (1:0) | Eslovaquia | Estadio Mohammed Bin Zayed, Abu Dabi                                  |                                                                       |
|                               | Zongo 6'     | Reporte   |            | Asistencia: 3.500 espectadores Árbitro(s): Rahman Al Delawar (Baréin) | Asistencia: 3.500 espectadores Árbitro(s): Rahman Al Delawar (Baréin) |

| 1 de diciembre de 2003, 20:30 | Panamá  | 1:2 (1:1) | UAE                           | Estadio Mohammed Bin Zayed, Abu Dabi                                     |                                                                          |
|                               | Gun 36' | Reporte   | Shehab 18' (pen.) · Saleh 80' | Asistencia: 15.000 espectadores Árbitro(s): Frank de Bleeckere (Bélgica) | Asistencia: 15.000 espectadores Árbitro(s): Frank de Bleeckere (Bélgica) |

| 4 de diciembre de 2003, 17:45 | UAE | 0:0     | Burkina Faso | Estadio Mohammed Bin Zayed, Abu Dabi                              |                                                                   |
|                               |     | Reporte |              | Asistencia: 13.000 espectadores Árbitro(s): Óscar Ruiz (Colombia) | Asistencia: 13.000 espectadores Árbitro(s): Óscar Ruiz (Colombia) |

| 4 de diciembre de 2003, 20:30 | Eslovaquia   | 1:0 (0:0) | Panamá | Estadio Mohammed Bin Zayed, Abu Dabi                                 |                                                                      |
|                               | Pecovsky 49' | Reporte   |        | Asistencia: 4.000 espectadores Árbitro(s): Mohamed Bonouza (Argelia) | Asistencia: 4.000 espectadores Árbitro(s): Mohamed Bonouza (Argelia) |

#### Grupo B
| Equipo     | Pts | PJ | PG | PE | PP | GF | GC | Dif |
| ---------- | --- | -- | -- | -- | -- | -- | -- | --- |
| Argentina  | 9   | 3  | 3  | 0  | 0  | 7  | 3  | +4  |
| España     | 6   | 3  | 2  | 0  | 1  | 4  | 2  | +2  |
| Malí       | 3   | 3  | 1  | 0  | 2  | 4  | 7  | -3  |
| Uzbekistán | 0   | 3  | 0  | 0  | 3  | 3  | 6  | -3  |

| 28 de noviembre de 2003, 17:45 | Argentina          | 2:1 (0:1) | España   | Estadio Sharjah, Sharjah                                              |                                                                       |
|                                | Fernández 50', 74' | Reporte   | Gabi 25' | Asistencia: 15.000 espectadores Árbitro(s): Benito Archundia (México) | Asistencia: 15.000 espectadores Árbitro(s): Benito Archundia (México) |

| 28 de noviembre de 2003, 20:30 | Uzbekistán                 | 2:3 (1:1) | Malí                                     | Estadio Sharjah, Sharjah                                            |                                                                     |
|                                | Innomov 18' · Geynrikh 63' | Reporte   | Diarra 4' · Berthe 51' · Coulibaly 90+1' | Asistencia: 3.000 espectadores Árbitro(s): Wilson de Souza (Brasil) | Asistencia: 3.000 espectadores Árbitro(s): Wilson de Souza (Brasil) |

| 1 de diciembre de 2003, 17:45 | Malí | 0:2 (0:1) | España                                  | Estadio Sharjah, Sharjah                                         |                                                                  |
|                               |      | Reporte   | Juanfran 16' · Sergio García 77' (pen.) | Asistencia: 6.500 espectadores Árbitro(s): Óscar Ruiz (Colombia) | Asistencia: 6.500 espectadores Árbitro(s): Óscar Ruiz (Colombia) |

| 1 de diciembre de 2003, 20:30 | Uzbekistán  | 1:2 (1:0) | Argentina                              | Estadio Sharjah, Sharjah                                         |                                                                  |
|                               | Geynrikh 4' | Reporte   | Fernández 70' · Cavenaghi 90+3' (pen.) | Asistencia: 8.500 espectadores Árbitro(s): Abdou Diouf (Senegal) | Asistencia: 8.500 espectadores Árbitro(s): Abdou Diouf (Senegal) |

| 4 de diciembre de 2003, 17:45 | Argentina                                       | 3:1 (3:0) | Malí              | Estadio Sharjah, Sharjah                                                |                                                                         |
|                               | Ferreyra 13' · Herrera 26' · Diakite 32' (a.g.) | Reporte   | Berthe 48' (pen.) | Asistencia: 5.000 espectadores Árbitro(s): Frank de Bleeckere (Bélgica) | Asistencia: 5.000 espectadores Árbitro(s): Frank de Bleeckere (Bélgica) |

| 4 de diciembre de 2003, 20:30 | España      | 1:0 (1:0) | Uzbekistán | Estadio Sharjah, Sharjah                                           |                                                                    |
|                               | Iniesta 15' | Reporte   |            | Asistencia: 4.000 espectadores Árbitro(s): Massimo Busacca (Suiza) | Asistencia: 4.000 espectadores Árbitro(s): Massimo Busacca (Suiza) |

#### Grupo C
| Equipo          | Pts | PJ | PG | PE | PP | GF | GC | Dif |
| --------------- | --- | -- | -- | -- | -- | -- | -- | --- |
| Australia       | 7   | 3  | 2  | 1  | 0  | 6  | 4  | +2  |
| Brasil          | 4   | 3  | 1  | 1  | 1  | 5  | 4  | +1  |
| Canadá          | 3   | 3  | 1  | 0  | 2  | 2  | 4  | -2  |
| República Checa | 2   | 3  | 0  | 2  | 1  | 2  | 3  | -1  |

| 28 de noviembre de 2003, 17:45 | Brasil                         | 2:0 (0:0) | Canadá | Estadio Al-Rashid, Dubái                                                        |                                                                                 |
|                                | Dani Carvalho 56' · Nilmar 84' | Reporte   |        | Asistencia: 13.150 espectadores Árbitro(s): Eduardo Iturralde González (España) | Asistencia: 13.150 espectadores Árbitro(s): Eduardo Iturralde González (España) |

| 28 de noviembre de 2003, 20:30 | República Checa | 1:1 (1:0) | Australia    | Estadio Al-Rashid, Dubái                                         |                                                                  |
|                                | Limbersky 24'   | Reporte   | McDonald 49' | Asistencia: 8.200 espectadores Árbitro(s): Abdou Diouf (Senegal) | Asistencia: 8.200 espectadores Árbitro(s): Abdou Diouf (Senegal) |

| 1 de diciembre de 2003, 17:45 | Australia               | 2:1 (1:1) | Canadá   | Estadio Al-Rashid, Dubái                                                  |                                                                           |
|                               | Brosque 12' · McKay 54' | Reporte   | Hume 33' | Asistencia: 8.200 espectadores Árbitro(s): Jong Chul Kwon (Corea del Sur) | Asistencia: 8.200 espectadores Árbitro(s): Jong Chul Kwon (Corea del Sur) |

| 1 de diciembre de 2003, 20:30 | República Checa | 1:1 (1:1) | Brasil       | Estadio Al-Rashid, Dubái                                              |                                                                       |
|                               | Limbersky 34'   | Reporte   | Adailton 37' | Asistencia: 12.500 espectadores Árbitro(s): Benito Archundia (México) | Asistencia: 12.500 espectadores Árbitro(s): Benito Archundia (México) |

| 4 de diciembre de 2003, 17:45 | Brasil                          | 2:3 (0:2) | Australia                     | Estadio Al-Rashid, Dubái                                             |                                                                      |
|                               | Juninho 75' · Dudu Cearense 87' | Reporte   | Danze 31', 37' · Dilevski 47' | Asistencia: 10.000 espectadores Árbitro(s): Roberto Rosseti (Italia) | Asistencia: 10.000 espectadores Árbitro(s): Roberto Rosseti (Italia) |

| 4 de diciembre de 2003, 20:30 | Canadá   | 1:0 (0:0) | República Checa | Estadio Al-Rashid, Dubái                                                |                                                                         |
|                               | Hume 80' | Reporte   |                 | Asistencia: 4.000 espectadores Árbitro(s): Horacio Elizondo (Argentina) | Asistencia: 4.000 espectadores Árbitro(s): Horacio Elizondo (Argentina) |

#### Grupo D
| Equipo     | Pts | PJ | PG | PE | PP | GF | GC | Dif |
| ---------- | --- | -- | -- | -- | -- | -- | -- | --- |
| Japón      | 6   | 3  | 2  | 0  | 1  | 3  | 4  | -1  |
| Colombia   | 5   | 3  | 1  | 2  | 0  | 4  | 1  | +3  |
| Egipto     | 4   | 3  | 1  | 1  | 1  | 1  | 1  | 0   |
| Inglaterra | 1   | 3  | 0  | 1  | 2  | 0  | 2  | -2  |

| 29 de noviembre de 2003, 17:45 | Colombia | 0:0     | Egipto | Estadio Al-Maktoum, Dubái                                           |                                                                     |
|                                |          | Reporte |        | Asistencia: 11.000 espectadores Árbitro(s): Massimo Busacca (Suiza) | Asistencia: 11.000 espectadores Árbitro(s): Massimo Busacca (Suiza) |

| 29 de noviembre de 2003, 20:30 | Japón      | 1:0 (0:0) | Inglaterra | Estadio Al-Maktoum, Dubái                                                |                                                                          |
|                                | Sakata 54' | Reporte   |            | Asistencia: 12.000 espectadores Árbitro(s): Kevin Stott (Estados Unidos) | Asistencia: 12.000 espectadores Árbitro(s): Kevin Stott (Estados Unidos) |

| 2 de diciembre de 2003, 17:45 | Inglaterra | 0:1 (0:0) | Egipto     | Estadio Al-Maktoum, Dubái                                             |                                                                       |
|                               |            | Reporte   | Moteab 74' | Asistencia: 12.000 espectadores Árbitro(s): Shamsul Maidin (Singapur) | Asistencia: 12.000 espectadores Árbitro(s): Shamsul Maidin (Singapur) |

| 2 de diciembre de 2003, 20:30 | Japón      | 1:4 (0:2) | Colombia                                                      | Estadio Al-Maktoum, Dubái                                             |                                                                       |
|                               | Sakata 75' | Reporte   | De la Cuesta 35' · Castrillón 43' · Aguilar 65' · Rivas 90+3' | Asistencia: 7.200 espectadores Árbitro(s): Matthew Breeze (Australia) | Asistencia: 7.200 espectadores Árbitro(s): Matthew Breeze (Australia) |

| 5 de diciembre de 2003, 17:45 | Colombia | 0:0     | Inglaterra | Estadio Al-Maktoum, Dubái                                             |                                                                       |
|                               |          | Reporte |            | Asistencia: 9.210 espectadores Árbitro(s): Rahman Al Delawar (Baréin) | Asistencia: 9.210 espectadores Árbitro(s): Rahman Al Delawar (Baréin) |

| 5 de diciembre de 2003, 20:30 | Egipto | 0:1 (0:0) | Japón        | Estadio Al-Maktoum, Dubái                                             |                                                                       |
|                               |        | Reporte   | Hirayama 79' | Asistencia: 11.800 espectadores Árbitro(s): Benito Archundia (México) | Asistencia: 11.800 espectadores Árbitro(s): Benito Archundia (México) |

#### Grupo E
| Equipo          | Pts | PJ | PG | PE | PP | GF | GC | Dif |
| --------------- | --- | -- | -- | -- | -- | -- | -- | --- |
| Irlanda         | 7   | 3  | 2  | 1  | 0  | 6  | 3  | +3  |
| Costa de Marfil | 5   | 3  | 1  | 2  | 0  | 4  | 3  | +1  |
| Arabia Saudita  | 2   | 3  | 0  | 2  | 1  | 2  | 3  | -1  |
| México          | 1   | 3  | 0  | 1  | 2  | 2  | 5  | -3  |

| 29 de noviembre de 2003, 17:45 | Arabia Saudita | 1:2 (0:1) | Irlanda         | Estadio Internacional Sheikh Khalifa, Al Ain                          |                                                                       |
|                                | Al Mahyani 49' | Reporte   | Elliot 18', 77' | Asistencia: 9.055 espectadores Árbitro(s): Matthew Breeze (Australia) | Asistencia: 9.055 espectadores Árbitro(s): Matthew Breeze (Australia) |

| 29 de noviembre de 2003, 20:30 | México        | 1:2 (0:1) | Costa de Marfil              | Estadio Internacional Sheikh Khalifa, Al Ain                              |                                                                           |
|                                | De Nigris 85' | Reporte   | Tohoua 19' · Koné 58' (pen.) | Asistencia: 6.350 espectadores Árbitro(s): Jong Chul Kwon (Corea del Sur) | Asistencia: 6.350 espectadores Árbitro(s): Jong Chul Kwon (Corea del Sur) |

| 2 de diciembre de 2003, 17:45 | Costa de Marfil      | 2:2 (1:1) | Irlanda                  | Estadio Internacional Sheikh Khalifa, Al Ain                        |                                                                     |
|                               | Koné 12' (pen.), 67' | Reporte   | Paisley 36' · Elliot 74' | Asistencia: 10.265 espectadores Árbitro(s): Massimo Busacca (Suiza) | Asistencia: 10.265 espectadores Árbitro(s): Massimo Busacca (Suiza) |

| 2 de diciembre de 2003, 20:30 | México    | 1:1 (1:1) | Arabia Saudita | Estadio Internacional Sheikh Khalifa, Al Ain                             |                                                                          |
|                               | Pinto 30' | Reporte   | Majrashi 15'   | Asistencia: 10.950 espectadores Árbitro(s): Kevin Stott (Estados Unidos) | Asistencia: 10.950 espectadores Árbitro(s): Kevin Stott (Estados Unidos) |

| 5 de diciembre de 2003, 17:45 | Arabia Saudita | 0:0     | Costa de Marfil | Estadio Internacional Sheikh Khalifa, Al Ain                               |                                                                            |
|                               |                | Reporte |                 | Asistencia: 10.370 espectadores Árbitro(s): Jong Chul Kwon (Corea del Sur) | Asistencia: 10.370 espectadores Árbitro(s): Jong Chul Kwon (Corea del Sur) |

| 5 de diciembre de 2003, 20:30 | Irlanda                 | 2:0 (1:0) | México | Estadio Internacional Sheikh Khalifa, Al Ain                        |                                                                     |
|                               | Paisley 35' · Kelly 85' | Reporte   |        | Asistencia: 9.230 espectadores Árbitro(s): Wilson de Souza (Brasil) | Asistencia: 9.230 espectadores Árbitro(s): Wilson de Souza (Brasil) |

#### Grupo F
| Equipo         | Pts | PJ | PG | PE | PP | GF | GC | Dif |
| -------------- | --- | -- | -- | -- | -- | -- | -- | --- |
| Estados Unidos | 6   | 3  | 2  | 0  | 1  | 6  | 4  | +2  |
| Paraguay       | 6   | 3  | 2  | 0  | 1  | 4  | 3  | +1  |
| Corea del Sur  | 3   | 3  | 1  | 0  | 2  | 2  | 3  | -1  |
| Alemania       | 3   | 3  | 1  | 0  | 2  | 3  | 5  | -2  |

| 29 de noviembre de 2003, 17:45 | Paraguay      | 1:3 (1:0) | Estados Unidos                       | Estadio Al-Nahyan, Abu Dabi                                          |                                                                      |
|                                | Dos Santos 6' | Reporte   | Johnson 53' · Magee 68' · Convey 81' | Asistencia: 3.500 espectadores Árbitro(s): Shamsul Maidin (Singapur) | Asistencia: 3.500 espectadores Árbitro(s): Shamsul Maidin (Singapur) |

| 29 de noviembre de 2003, 20:30 | Corea del Sur                     | 2:0 (0:0) | Alemania | Estadio Al-Nahyan, Abu Dabi                                          |                                                                      |
|                                | Ho Jin Lee 51' · Jong Min Lee 70' | Reporte   |          | Asistencia: 8.000 espectadores Árbitro(s): Mohamed Benouza (Argelia) | Asistencia: 8.000 espectadores Árbitro(s): Mohamed Benouza (Argelia) |

| 2 de diciembre de 2003, 17:45 | Alemania                                  | 3:1 (0:0) | Estados Unidos | Estadio Al-Nahyan, Abu Dabi                                         |                                                                     |
|                               | Huth 45+2' · Trochovski 60' · Kneissl 63' | Reporte   | Whitbread 77'  | Asistencia: 6.000 espectadores Árbitro(s): Wilson de Souza (Brasil) | Asistencia: 6.000 espectadores Árbitro(s): Wilson de Souza (Brasil) |

| 2 de diciembre de 2003, 20:30 | Corea del Sur | 0:1 (0:1) | Paraguay      | Estadio Al-Nahyan, Abu Dabi                                         |                                                                     |
|                               |               | Reporte   | Velázquez 14' | Asistencia: 5.000 espectadores Árbitro(s): Roberto Rosetti (Italia) | Asistencia: 5.000 espectadores Árbitro(s): Roberto Rosetti (Italia) |

| 5 de diciembre de 2003, 17:45 | Paraguay                     | 2:0 (1:0) | Alemania | Estadio Al-Nahyan, Abu Dabi                                                    |                                                                                |
|                               | López 39' · Haedo Valdez 57' | Reporte   |          | Asistencia: 6.000 espectadores Árbitro(s): Eduardo Iturralde González (España) | Asistencia: 6.000 espectadores Árbitro(s): Eduardo Iturralde González (España) |

| 5 de diciembre de 2003, 20:30 | Estados Unidos                 | 2:0 (2:0) | Corea del Sur | Estadio Al-Nahyan, Abu Dabi                                           |                                                                       |
|                               | Johnson 13' (pen.), 24' (pen.) | Reporte   |               | Asistencia: 8.000 espectadores Árbitro(s): Matthew Breeze (Australia) | Asistencia: 8.000 espectadores Árbitro(s): Matthew Breeze (Australia) |

#### Mejores terceros puestos
Los cuatro mejores de los terceros puestos avanzan a la segunda ronda.
| Equipo         | Gr | Pts | PJ | PG | PE | PP | GF | GC | Dif |
| -------------- | -- | --- | -- | -- | -- | -- | -- | -- | --- |
| Egipto         | D  | 4   | 3  | 1  | 1  | 1  | 1  | 1  | 0   |
| UAE            | A  | 4   | 3  | 1  | 1  | 1  | 3  | 5  | -2  |
| Corea del Sur  | F  | 3   | 3  | 1  | 0  | 2  | 2  | 3  | -1  |
| Canadá         | C  | 3   | 3  | 1  | 0  | 2  | 2  | 4  | -2  |
| Malí           | B  | 3   | 3  | 1  | 0  | 2  | 4  | 7  | -3  |
| Arabia Saudita | E  | 2   | 3  | 0  | 2  | 1  | 2  | 3  | -1  |

Los emparejamientos de los octavos de final fueron definidos de la siguiente manera:
- Partido 1: 1.° del grupo D v 3.° del grupo B/E/F
- Partido 2: 2.° del grupo A v 2.° del grupo C
- Partido 3: 1.° del grupo B v 3.° del grupo A/C/D
- Partido 4: 1.° del grupo F v 2.° del grupo E
- Partido 5: 1.° del grupo A v 3.° del grupo C/D/E
- Partido 6: 2.° del grupo B v 2.° del grupo F
- Partido 7: 1.° del grupo C v 3.° del grupo A/B/F
- Partido 8: 1.° del grupo E v 2.° del grupo D

Los emparejamientos de los partidos 1, 3, 5 y 7 dependen de quienes sean los terceros lugares que se clasifiquen a los octavos de final. La siguiente tabla muestra las diferentes opciones para definir a los rivales de los ganadores de los grupos A, B, C y D.
     – Combinación que se dio en esta edición.
| Si los 4 mejores terceros son de los grupos: | El 1.° del grupo A juega con: | El 1.° del grupo B juega con: | El 1.° del grupo C juega con: | El 1.° del grupo D juega con: |
| -------------------------------------------- | ----------------------------- | ----------------------------- | ----------------------------- | ----------------------------- |
| A, B, C y D                                  | 3.° del grupo C               | 3.° del grupo D               | 3.° del grupo A               | 3.° del grupo B               |
| A, B, C y E                                  | 3.° del grupo C               | 3.° del grupo A               | 3.° del grupo B               | 3.° del grupo E               |
| A, B, C y F                                  | 3.° del grupo C               | 3.° del grupo A               | 3.° del grupo B               | 3.° del grupo F               |
| A, B, D y E                                  | 3.° del grupo D               | 3.° del grupo A               | 3.° del grupo B               | 3.° del grupo E               |
| A, B, D y F                                  | 3.° del grupo D               | 3.° del grupo A               | 3.° del grupo B               | 3.° del grupo F               |
| A, B, E y F                                  | 3.° del grupo E               | 3.° del grupo A               | 3.° del grupo B               | 3.° del grupo F               |
| A, C, D y E                                  | 3.° del grupo C               | 3.° del grupo D               | 3.° del grupo A               | 3.° del grupo E               |
| A, C, D y F                                  | 3.° del grupo C               | 3.° del grupo D               | 3.° del grupo A               | 3.° del grupo F               |
| A, C, E y F                                  | 3.° del grupo C               | 3.° del grupo A               | 3.° del grupo F               | 3.° del grupo E               |
| A, D, E y F                                  | 3.° del grupo D               | 3.° del grupo A               | 3.° del grupo F               | 3.° del grupo E               |
| B, C, D y E                                  | 3.° del grupo C               | 3.° del grupo D               | 3.° del grupo B               | 3.° del grupo E               |
| B, C, D y F                                  | 3.° del grupo C               | 3.° del grupo D               | 3.° del grupo B               | 3.° del grupo F               |
| B, C, E y F                                  | 3.° del grupo E               | 3.° del grupo C               | 3.° del grupo B               | 3.° del grupo F               |
| B, D, E y F                                  | 3.° del grupo E               | 3.° del grupo D               | 3.° del grupo B               | 3.° del grupo F               |
| C, D, E y F                                  | 3.° del grupo C               | 3.° del grupo D               | 3.° del grupo F               | 3.° del grupo E               |

### Segunda fase

#### Cuadro de desarrollo
|  | Octavos de final                      | Octavos de final                       |                                          |   | Cuartos de final             | Cuartos de final             |                                          |                                          | Semifinales | Semifinales |  |  | Final | Final |
|  |                                       |                                        |                                          |   |                              |                              |                                          |                                          |             |             |  |  |       |       |
|  | 8 de diciembre - Abu Dabi (Al-Nahyan) |                                        |                                          |   |                              |                              |                                          |                                          |             |             |  |  |       |       |
|  |                                       |                                        |                                          |   |                              |                              |                                          |                                          |             |             |  |  |       |       |
|  | Burkina Faso                          | 0                                      |                                          |   |                              |                              |                                          |                                          |             |             |  |  |       |       |
|  | Burkina Faso                          | 0                                      | 12 de diciembre - Abu Dabi (Bin Zayed)   |   |                              |                              |                                          |                                          |             |             |  |  |       |       |
|  | Canadá                                | 1                                      |                                          |   |                              |                              |                                          |                                          |             |             |  |  |       |       |
|  | Canadá                                | 1                                      | Canadá                                   | 1 |                              |                              |                                          |                                          |             |             |  |  |       |       |
|  | 9 de diciembre - Al Ain               |                                        | Canadá                                   | 1 |                              |                              |                                          |                                          |             |             |  |  |       |       |
|  |                                       | España (t.s.)                          | 2                                        |   |                              |                              |                                          |                                          |             |             |  |  |       |       |
|  | Paraguay                              | España (t.s.)                          | 2                                        | 0 |                              |                              |                                          |                                          |             |             |  |  |       |       |
|  | Paraguay                              |                                        | 15 de diciembre - Dubái (Al-Rashid)      | 0 |                              |                              |                                          |                                          |             |             |  |  |       |       |
|  | España                                | 1                                      |                                          |   |                              |                              |                                          |                                          |             |             |  |  |       |       |
|  | España                                | 1                                      | España                                   | 1 |                              |                              |                                          |                                          |             |             |  |  |       |       |
|  | 9 de diciembre - Al Ain               |                                        | España                                   | 1 |                              |                              |                                          |                                          |             |             |  |  |       |       |
|  |                                       | Colombia                               | 0                                        |   |                              |                              |                                          |                                          |             |             |  |  |       |       |
|  | Irlanda                               | Colombia                               | 0                                        | 2 |                              |                              |                                          |                                          |             |             |  |  |       |       |
|  | Irlanda                               | 12 de diciembre - Dubái (Al-Rashid)    |                                          | 2 |                              |                              |                                          |                                          |             |             |  |  |       |       |
|  | Colombia (t.s.)                       | 3                                      |                                          |   |                              |                              |                                          |                                          |             |             |  |  |       |       |
|  | Colombia (t.s.)                       | 3                                      | Colombia                                 | 1 |                              |                              |                                          |                                          |             |             |  |  |       |       |
|  | 9 de diciembre - Sharjah              |                                        | Colombia                                 | 1 |                              |                              |                                          |                                          |             |             |  |  |       |       |
|  |                                       | Emiratos Árabes Unidos                 | 0                                        |   |                              |                              |                                          |                                          |             |             |  |  |       |       |
|  | Australia                             | Emiratos Árabes Unidos                 | 0                                        | 0 |                              |                              |                                          |                                          |             |             |  |  |       |       |
|  | Australia                             |                                        | 19 de diciembre - Abu Dabi (Jeque Zayed) | 0 |                              |                              |                                          |                                          |             |             |  |  |       |       |
|  | Emiratos Árabes Unidos                | 1                                      |                                          |   |                              |                              |                                          |                                          |             |             |  |  |       |       |
|  | Emiratos Árabes Unidos                | 1                                      | España                                   | 0 |                              |                              |                                          |                                          |             |             |  |  |       |       |
|  | 8 de diciembre - Abu Dabi (Al-Nahyan) |                                        | España                                   | 0 |                              |                              |                                          |                                          |             |             |  |  |       |       |
|  |                                       | Brasil                                 | 1                                        |   |                              |                              |                                          |                                          |             |             |  |  |       |       |
|  | Japón (t.s.)                          | Brasil                                 | 1                                        | 2 |                              |                              |                                          |                                          |             |             |  |  |       |       |
|  | Japón (t.s.)                          | 12 de diciembre - Dubái (Al-Rashid)    |                                          | 2 |                              |                              |                                          |                                          |             |             |  |  |       |       |
|  | Corea del Sur                         | 1                                      |                                          |   |                              |                              |                                          |                                          |             |             |  |  |       |       |
|  | Corea del Sur                         | 1                                      | Japón                                    | 1 |                              |                              |                                          |                                          |             |             |  |  |       |       |
|  | 9 de diciembre - Sharjah              |                                        | Japón                                    | 1 |                              |                              |                                          |                                          |             |             |  |  |       |       |
|  |                                       | Brasil                                 | 5                                        |   |                              |                              |                                          |                                          |             |             |  |  |       |       |
|  | Brasil (t.s.)                         | Brasil                                 | 5                                        | 2 |                              |                              |                                          |                                          |             |             |  |  |       |       |
|  | Brasil (t.s.)                         |                                        | 15 de diciembre - Abu Dabi (Bin Zayed)   | 2 |                              |                              |                                          |                                          |             |             |  |  |       |       |
|  | Eslovaquia                            | 1                                      |                                          |   |                              |                              |                                          |                                          |             |             |  |  |       |       |
|  | Eslovaquia                            | 1                                      | Brasil                                   | 1 |                              |                              |                                          |                                          |             |             |  |  |       |       |
|  | 8 de diciembre - Dubái (Al-Maktoum)   |                                        | Brasil                                   | 1 |                              |                              |                                          |                                          |             |             |  |  |       |       |
|  |                                       | Argentina                              | 0                                        |   | Partido por el tercer puesto | Partido por el tercer puesto |                                          |                                          |             |             |  |  |       |       |
|  | Estados Unidos                        | Argentina                              | 0                                        | 2 | Partido por el tercer puesto | Partido por el tercer puesto |                                          |                                          |             |             |  |  |       |       |
|  | Estados Unidos                        | 12 de diciembre - Abu Dabi (Bin Zayed) | 12 de diciembre - Abu Dabi (Bin Zayed)   | 2 |                              |                              | 19 de diciembre - Abu Dabi (Jeque Zayed) | 19 de diciembre - Abu Dabi (Jeque Zayed) |             |             |  |  |       |       |
|  | Costa de Marfil                       | 12 de diciembre - Abu Dabi (Bin Zayed) | 12 de diciembre - Abu Dabi (Bin Zayed)   | 0 |                              |                              | 19 de diciembre - Abu Dabi (Jeque Zayed) | 19 de diciembre - Abu Dabi (Jeque Zayed) |             |             |  |  |       |       |
|  | Costa de Marfil                       | Estados Unidos                         | 1                                        | 0 | Colombia                     | 2                            |                                          |                                          |             |             |  |  |       |       |
|  | 8 de diciembre - Dubái (Al-Maktoum)   | Estados Unidos                         | 1                                        |   | Colombia                     | 2                            |                                          |                                          |             |             |  |  |       |       |
|  |                                       | Argentina (t.s.)                       | 2                                        |   | Argentina                    | 1                            |                                          |                                          |             |             |  |  |       |       |
|  | Argentina (t.s.)                      | Argentina (t.s.)                       | 2                                        | 2 | Argentina                    | 1                            |                                          |                                          |             |             |  |  |       |       |
|  | Argentina (t.s.)                      |                                        |                                          | 2 |                              |                              |                                          |                                          |             |             |  |  |       |       |
|  | Egipto                                | 1                                      |                                          |   |                              |                              |                                          |                                          |             |             |  |  |       |       |
|  | Egipto                                | 1                                      |                                          |   |                              |                              |                                          |                                          |             |             |  |  |       |       |

#### Octavos de final
| 8 de diciembre de 2003, 18:00 | Japón            | 2:1 (1:1, 0:1) (t. s.) | Corea del Sur     | Estadio Al-Nahyan, Abu Dabi                                             |                                                                         |
|                               | Sakata 82', 105' | Reporte                | Sung Kuk Choi 38' | Asistencia: 5.500 espectadores Árbitro(s): Horacio Elizondo (Argentina) | Asistencia: 5.500 espectadores Árbitro(s): Horacio Elizondo (Argentina) |

| 8 de diciembre de 2003, 18:00 | Argentina           | 2:1 (1:1, 1:1) (t. s.) | Egipto      | Estadio Al-Maktoum, Dubái                                           |                                                                     |
|                               | Cavenaghi 27', 114' | Reporte                | Metwaly 42' | Asistencia: 10.800 espectadores Árbitro(s): Massimo Busacca (Suiza) | Asistencia: 10.800 espectadores Árbitro(s): Massimo Busacca (Suiza) |

| 8 de diciembre de 2003, 21:00 | Burkina Faso | 0:1 (0:0) | Canadá      | Estadio Al-Nahyan, Abu Dabi                                               |                                                                           |
|                               |              | Reporte   | Simpson 59' | Asistencia: 5.000 espectadores Árbitro(s): Jong Chul Kwon (Corea del Sur) | Asistencia: 5.000 espectadores Árbitro(s): Jong Chul Kwon (Corea del Sur) |

| 8 de diciembre de 2003, 21:00 | Estados Unidos               | 2:0 (2:0) | Costa de Marfil | Estadio Al-Maktoum, Dubái                                        |                                                                  |
|                               | Mapp 7' · Johnson 43' (pen.) | Reporte   |                 | Asistencia: 3.210 espectadores Árbitro(s): Óscar Ruiz (Colombia) | Asistencia: 3.210 espectadores Árbitro(s): Óscar Ruiz (Colombia) |

| 9 de diciembre de 2003, 18:00 | Brasil                  | 2:1 (1:1, 0:0) (t. s.) | Eslovaquia | Estadio Sharjah, Sharjah                                                        |                                                                                 |
|                               | Dudu Cearense 83', 100' | Reporte                | Sebo 61'   | Asistencia: 12.800 espectadores Árbitro(s): Eduardo Iturralde González (España) | Asistencia: 12.800 espectadores Árbitro(s): Eduardo Iturralde González (España) |

| 9 de diciembre de 2003, 18:00 | Paraguay | 0:1 (0:0) | España            | Estadio Internacional Sheikh Khalifa, Al Ain                         |                                                                      |
|                               |          | Reporte   | Sergio García 66' | Asistencia: 9.250 espectadores Árbitro(s): Benito Archundia (México) | Asistencia: 9.250 espectadores Árbitro(s): Benito Archundia (México) |

| 9 de diciembre de 2003, 21:00 | Australia | 0:1 (0:0) | Emiratos Árabes Unidos | Estadio Sharjah, Sharjah                                             |                                                                      |
|                               |           | Reporte   | Matar 89'              | Asistencia: 13.500 espectadores Árbitro(s): Wilson de Souza (Brasil) | Asistencia: 13.500 espectadores Árbitro(s): Wilson de Souza (Brasil) |

| 9 de diciembre de 2003, 21:00 | Irlanda                    | 2:3 (2:2, 0:1) (t. s.) | Colombia                                | Estadio Internacional Sheikh Khalifa, Al Ain                            |                                                                         |
|                               | Doyle 85' · McCarthy 90+2' | Reporte                | Perea 11' · Montaño 70' · Carrillo 106' | Asistencia: 6.860 espectadores Árbitro(s): Frank de Bleeckere (Bélgica) | Asistencia: 6.860 espectadores Árbitro(s): Frank de Bleeckere (Bélgica) |

#### Cuartos de final
| 12 de diciembre de 2003, 18:00 | Canadá   | 1:2 (1:1, 0:1) (t. s.) | España                      | Estadio Al Jazira Mohammed Bin Zayed, Abu Dabi                       |                                                                      |
|                                | Hume 53' | Reporte                | Iniesta 35' · Arizmendi 97' | Asistencia: 15.000 espectadores Árbitro(s): Wilson de Souza (Brasil) | Asistencia: 15.000 espectadores Árbitro(s): Wilson de Souza (Brasil) |

| 12 de diciembre de 2003, 21:00 | Estados Unidos | 1:2 (1:1, 0:0) (t. s.) | Argentina                                | Estadio Al Jazira Mohammed Bin Zayed, Abu Dabi                                  |                                                                                 |
|                                | Convey 59'     | Reporte                | Mascherano 90+4' · Cavenaghi 104' (pen.) | Asistencia: 15.500 espectadores Árbitro(s): Eduardo Iturralde González (España) | Asistencia: 15.500 espectadores Árbitro(s): Eduardo Iturralde González (España) |

| 12 de diciembre de 2003, 18:00 | Colombia    | 1:0 (1:0) | Emiratos Árabes Unidos | Estadio Al-Rashid, Dubái                                                 |                                                                          |
|                                | Montaño 14' | Reporte   |                        | Asistencia: 13.000 espectadores Árbitro(s): Horacio Elizondo (Argentina) | Asistencia: 13.000 espectadores Árbitro(s): Horacio Elizondo (Argentina) |

| 12 de diciembre de 2003, 21:00 | Japón        | 1:5 (0:4) | Brasil                                                 | Estadio Al-Rashid, Dubái                                          |                                                                   |
|                                | Hirayama 89' | Reporte   | Dani Carvalho 2', 13' · Kléber 15' · Nilmar 34', 90+1' | Asistencia: 10.000 espectadores Árbitro(s): Óscar Ruiz (Colombia) | Asistencia: 10.000 espectadores Árbitro(s): Óscar Ruiz (Colombia) |

#### Semifinales
| 15 de diciembre de 2003, 18:00 | Brasil            | 1:0 (0:0) | Argentina | Estadio Al Jazira Mohammed Bin Zayed, Abu Dabi                        |                                                                       |
|                                | Dudu Cearense 65' | Reporte   |           | Asistencia: 16.000 espectadores Árbitro(s): Benito Archundia (México) | Asistencia: 16.000 espectadores Árbitro(s): Benito Archundia (México) |

| 15 de diciembre de 2003, 21:00 | España             | 1:0 (0:0) | Colombia | Estadio Al-Rashid, Dubái                                                |                                                                         |
|                                | Iniesta 86' (pen.) | Reporte   |          | Asistencia: 5.700 espectadores Árbitro(s): Frank de Bleeckere (Bélgica) | Asistencia: 5.700 espectadores Árbitro(s): Frank de Bleeckere (Bélgica) |

#### Tercer lugar
| 19 de diciembre de 2003, 18:00 | Colombia                      | 2:1 (1:1) | Argentina      | Estadio Jeque Zayed, Abu Dabi                                          |                                                                        |
|                                | Carrillo 16' · Castrillón 62' | Reporte   | Ferreyra 45+1' | Asistencia: 55.000 espectadores Árbitro(s): Matthew Breeze (Australia) | Asistencia: 55.000 espectadores Árbitro(s): Matthew Breeze (Australia) |

#### Final
| 19 de diciembre de 2003, 20:45 | España | 0:1 (0:0) | Brasil          | Estadio Jeque Zayed, Abu Dabi                                        |                                                                      |
|                                |        | Reporte   | Fernandinho 87' | Asistencia: 55.000 espectadores Árbitro(s): Roberto Rosetti (Italia) | Asistencia: 55.000 espectadores Árbitro(s): Roberto Rosetti (Italia) |

|                           |
| Bandera de Brasil         |
| Campeón Brasil 4.º título |

## Posiciones finales

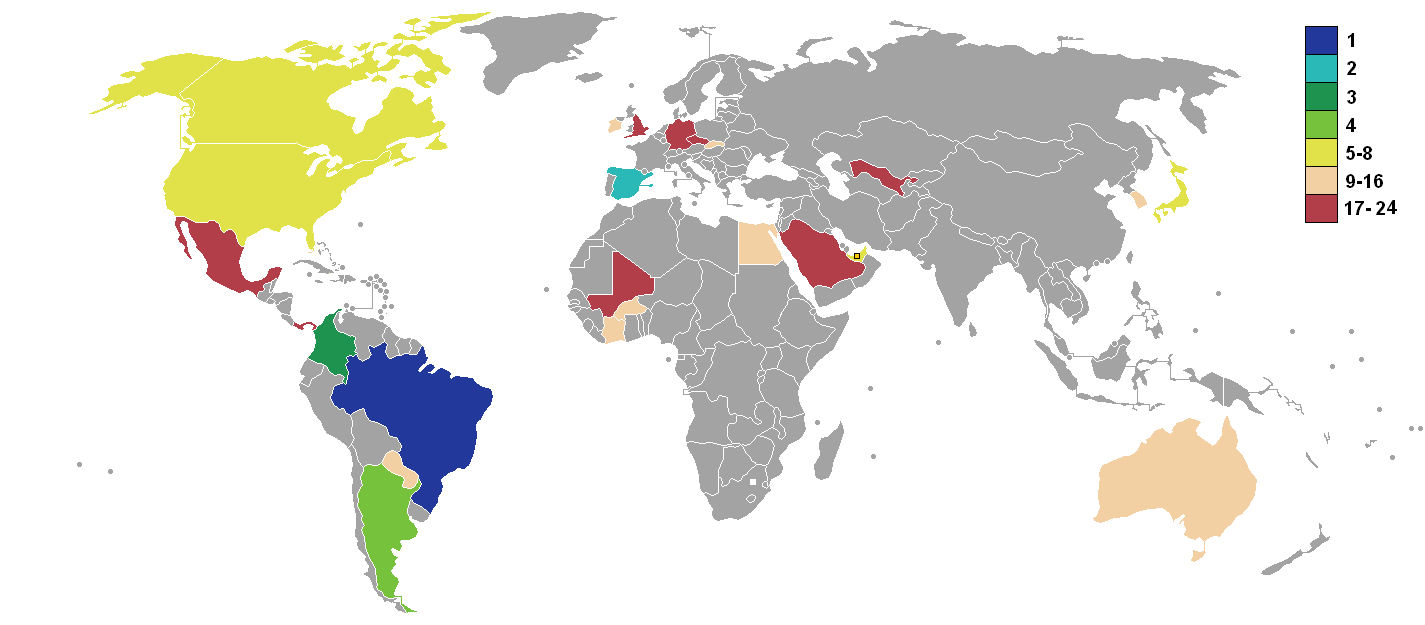
Mapa de los resultados del torneo

| Equipo | Equipo          | Pts | PJ | PG | PE | PP | GF | GC | Dif |
| ------ | --------------- | --- | -- | -- | -- | -- | -- | -- | --- |
| 1      | Brasil          | 16  | 7  | 5  | 1  | 1  | 14 | 6  | +8  |
| 2      | España          | 15  | 7  | 5  | 0  | 2  | 8  | 4  | +4  |
| 3      | Colombia        | 14  | 7  | 4  | 2  | 1  | 10 | 5  | +5  |
| 4      | Argentina       | 15  | 7  | 5  | 0  | 2  | 12 | 8  | +4  |
| 5      | Estados Unidos  | 9   | 5  | 3  | 0  | 2  | 9  | 6  | +3  |
| 6      | Japón           | 9   | 5  | 3  | 0  | 2  | 6  | 10 | -4  |
| 7      | UAE             | 7   | 5  | 2  | 1  | 2  | 4  | 6  | -2  |
| 8      | Canadá          | 6   | 5  | 2  | 0  | 3  | 4  | 6  | -2  |
| 9      | Irlanda         | 7   | 4  | 2  | 1  | 1  | 8  | 6  | +2  |
| 10     | Australia       | 7   | 4  | 2  | 1  | 1  | 6  | 5  | +1  |
| 11     | Burkina Faso    | 7   | 4  | 2  | 1  | 1  | 2  | 1  | +1  |
| 12     | Eslovaquia      | 6   | 4  | 2  | 0  | 2  | 6  | 4  | +2  |
| 13     | Paraguay        | 6   | 4  | 2  | 0  | 2  | 4  | 4  | 0   |
| 14     | Costa de Marfil | 5   | 4  | 1  | 2  | 1  | 4  | 5  | -1  |
| 15     | Egipto          | 4   | 4  | 1  | 1  | 2  | 2  | 3  | -1  |
| 16     | Corea del Sur   | 3   | 4  | 1  | 0  | 3  | 3  | 5  | -2  |
| 17     | Alemania        | 3   | 3  | 1  | 0  | 2  | 3  | 5  | -2  |
| 18     | Malí            | 3   | 3  | 1  | 0  | 2  | 4  | 7  | -3  |
| 19     | República Checa | 2   | 3  | 0  | 2  | 1  | 2  | 3  | -1  |
| 20     | Arabia Saudita  | 2   | 3  | 0  | 2  | 1  | 2  | 3  | -1  |
| 21     | Inglaterra      | 1   | 3  | 0  | 1  | 2  | 0  | 2  | -2  |
| 22     | México          | 1   | 3  | 0  | 1  | 2  | 2  | 5  | -3  |
| 23     | Uzbekistán      | 0   | 3  | 0  | 0  | 3  | 3  | 6  | -3  |
| 24     | Panamá          | 0   | 3  | 0  | 0  | 3  | 1  | 4  | -3  |

## Premios
| Balón de Oro        | Balón de Plata | Balón de Bronce |
| ------------------- | -------------- | --------------- |
| Ismaeil Matar       | Dudu           | Dani Alves      |
| Botín de Oro        | Botín de Plata | Botín de Bronce |
| Eddie Johnson       | Daisuke Sakata | Dudu            |
| 4 goles             | 4 goles        | 4 goles         |
| Premio al Fair Play |                |                 |
| Colombia            |                |                 |